# Nick Russell (actor)
Nick Russell es un actor australiano, más conocido por haber interpretado a Gabe Reynolds en la serie Winners & Losers.

## Biografía
Se graduó del "Melbourne Grammar School" en 2003.
En 2010 completó un doble grado en ciencias (especialidad en fisiología) y derecho en la Universidad de Monash. En 2011 trabajó como abogado en "King & Wood Mallesons"; un año después dejó su trabajo en la firma de abogados.
Se casó con Stephanie Russell, con quien tiene un hijo, Monte Russell (11 de noviembre de 2015).

## Carrera
Es co-fundador y miembro de la compañía de producción conocida como "The Peloton", que crea una serie de comedias de dibujo y narrativa.
En 1999 se unió al elenco de la serie Pigs Breakfast, donde interpretó a Rodney Green hasta 2000. En 2001 apareció en la película My Brother Jack, donde interpretó a David Meredith a los 14-17 años. Ese mismo año apareció como invitado en la serie The Saddle Club, donde interpretó a John Brightstar. El 11 de junio de 2007, apareció como invitado en algunos episodios de la serie australiana Neighbours, donde interpretó Caleb Maloney hasta el 27 de junio del mismo año.
En 2011 ganó la competencia “Golden Gavel” tanto estatal y nacional, un concurso de oratoria jurídica-comedia. En 2014 se unió al elenco principal de la cuarta temporada de la serie Winners & Losers, donde interpretó a Gabe Reynolds hasta el final de la serie el 12 de septiembre de 2016.

## Filmografía

### Series de televisión
| Año         | Serie                      | Personaje       | Notas                                  |
| ----------- | -------------------------- | --------------- | -------------------------------------- |
| 2014 - 2016 | Winners & Losers           | Gabe Reynolds   | 44 episodios                           |
| 2014        | Fat Tony & Co              | Andrew Hodson   | 2 episodios                            |
| 2014        | The Doctor Blake Mysteries | Vincent Foster  | episodio "Crossing the Line"           |
| 2010        | Sleuth 101                 | Cary            | episodio "Performance Enhancing Death" |
| 2009        | Satisfaction               | Estudiante      | episodio "Lauren Rising"               |
| 2007        | Neighbours                 | Caleb Maloney   | 9 episodios                            |
| 2001        | The Saddle Club            | John Brightstar | 2 episodios                            |
| 1999 - 2000 | Pigs Breakfast             | Rodney Green    | 10 episodios                           |

### Películas
| Año  | Título             | Personaje      | Notas |
| ---- | ------------------ | -------------- | --- |
| 2014 | Minimum Way        | Tim            | junto a Kevin Hofbauer, Nicholas Dubberley, Ella Cannon, Hayley Dallimore, Liz Greig & Jane Lundmark                          |
| 2008 | Signs              | Jason          | corto - junto a Kestie Morassi                                                                                                |
| 2003 | A World of His Own | Jason          | corto - junto a Jackson Collins, Tracey Mathers, David Russell & Darran Scott                                                 |
| 2001 | My Brother Jack    | David Meredith | junto a Matt Day, Simon Lyndon, Claudia Karvan, Angie Milliken, Robert Menzies, Raelee Hill, Felix Williamson & Jack Thompson |

### Director y escritor
| Año  | Título                          | Notas       |
| ---- | ------------------------------- | ----------- |
| 2006 | Tale of the Golden Lease        | co-escritor |
| 2006 | Captain Average and the B-squad | co-director |
| 2005 | Tasmania: Fact or Fiction       | co-escritor |
| 2004 | Caught in the Act               | co-escritor |